# Йованка Броз
Йованка Будисавлевич Броз (на сръбски: Јованка Будисављевић Броз) е първа дама на Югославия и съпруга на Йосип Броз Тито. Тя има чин подполковник от Югославската народна армия. Омъжена е за Тито от 1952 г. до смъртта му през 1980 г. След смъртта на Тито цялото ѝ имущество е отнето и е преместена в държавна вила, където живее под домашен арест.

## Биография
Родена е на 7 декември 1924 г. в Печане, Кралство Югославия, днес в Хърватия в етническо сръбско семейство на Мицо Будисавлевич и Милица Свилар. При избухването на Втората световна война през 1939 г. тя е почти на 15 години и нейното семейство се принуждава да напусне под натиска на новоустановения усташки режим. Къщата ѝ впоследствие е изгорена от усташите. Присъединява се към югославските партизани, когато е само на 17 години. Става част от Съюза на комунистическата младеж на Югославия. Запознава се с Тито през 1944 г. по време на Седмата офанзива срещу Титовите партизани.

## Живот с и около Тито
Бившият генерал от Югославската народна армия Мариян Кранич казва, че Йованка е назначена към маршал Тито още през 1945 г. като персонал, който проверява храната му и цялостната чистота по отношение на превенцията на болести. След смъртта на голямата любов на Тито Даворянка Паунович, чийто гроб е в Дедине, Йованка става негова лична секретарка според Кранич. „По този начин тя става част от вътрешния, най-пазен кръг около Тито и трябва да подпише споразумение за тайно сътрудничество с Управлението за държавна сигурност, какъвто е бил законът.“ – казва Кранич.
Точната дата на сватбата ѝ с Тито е обект на дебати. Тайната сватбена церемония се е състояла през 1951 г. или през април 1952 г., но мястото на церемонията също не е ясно. Според някои източници церемонията се е състояла във вилата Дунавка в Илок, докато други смятат, че е проведена в белградската община Чукарица. 
Отношенията на Тито и Йованка постепенно се влошават. Мнозина вярват, че тя е жертва на амбициите на различни политици, които се опитват да манипулират застаряващия маршал, като го обръщат срещу съпругата му. Според Иво Етерович, писател и фотограф с дългогодишен достъп до двойката, „главните виновници за раздялата на Тито и Йованка са това прасе Стане Доланц и генерал Никола Любичич“. През 1975 Тито напуска техния общ дом и тя не го вижда между 1977 и 1980 г., когато той умира. След смъртта на Тито тя живее в уединение в Дедине под домашен арест.
Три седмици преди да почине излиза книга от Йованка Броз, озаглавена „Моят живот, моята истина“, която се продава на цена 449 динара.
Броз е хоспитализирана на 23 август 2013 и умира от инфаркт на 20 октомври 2013 г.
Награждавана е с Партизански възпоменателен медал 1941 г., Дамски голям кръст на Орден за национална заслуга на Франция, Паметен медал „2500 години от основаването на Персийската империя“ (Иран, 1971).